# Ansitz Rundenstein

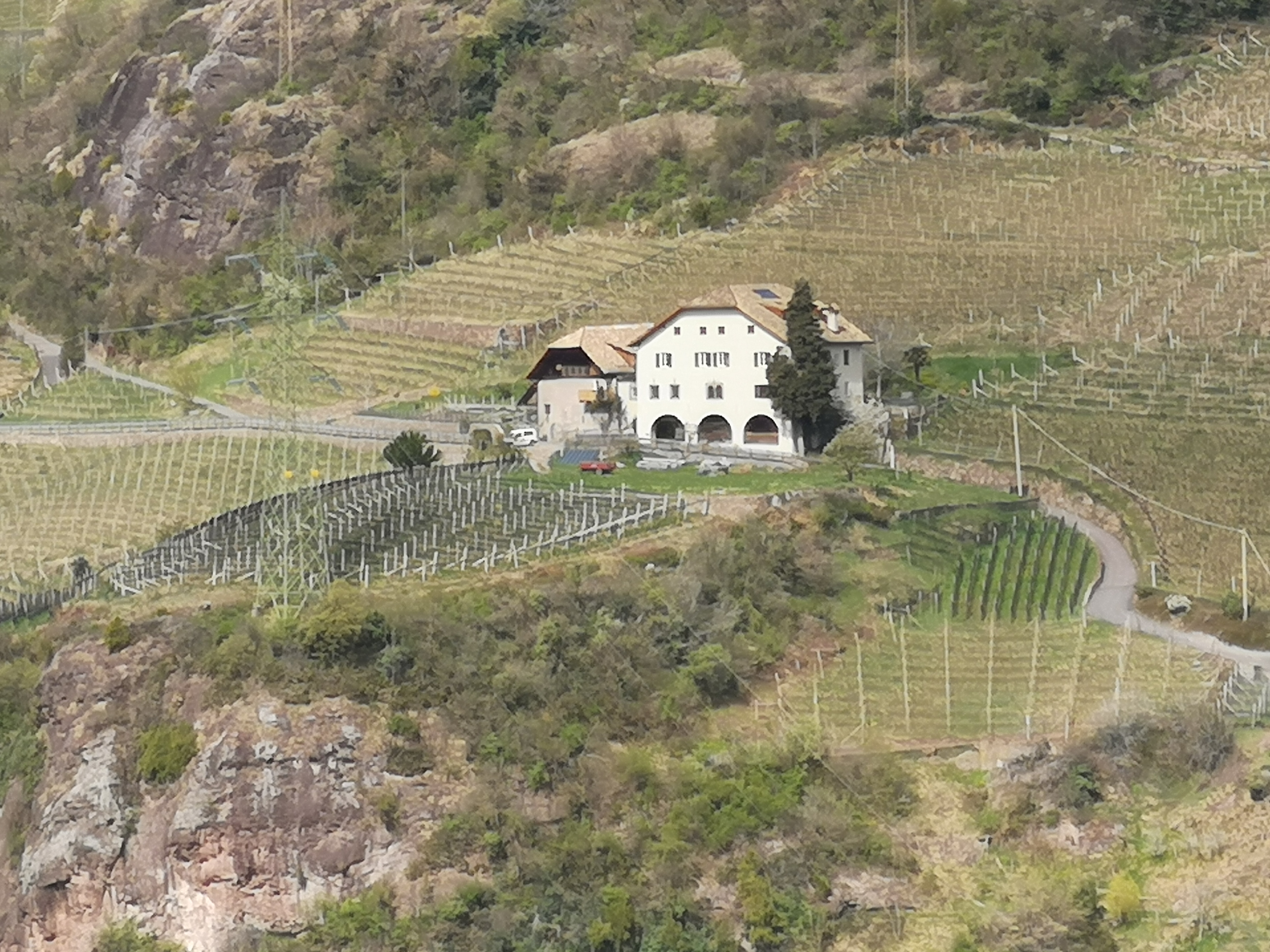
Ansitz Rundenstein heute

Der Ansitz Rundenstein (auch Kofler auf Zeslar oder Kofler auf Ceslar genannt) liegt in der Fraktion St. Georgen, Viertel Sand, von Gries-Quirein in der Stadtgemeinde Bozen in Südtirol.

## Geschichte

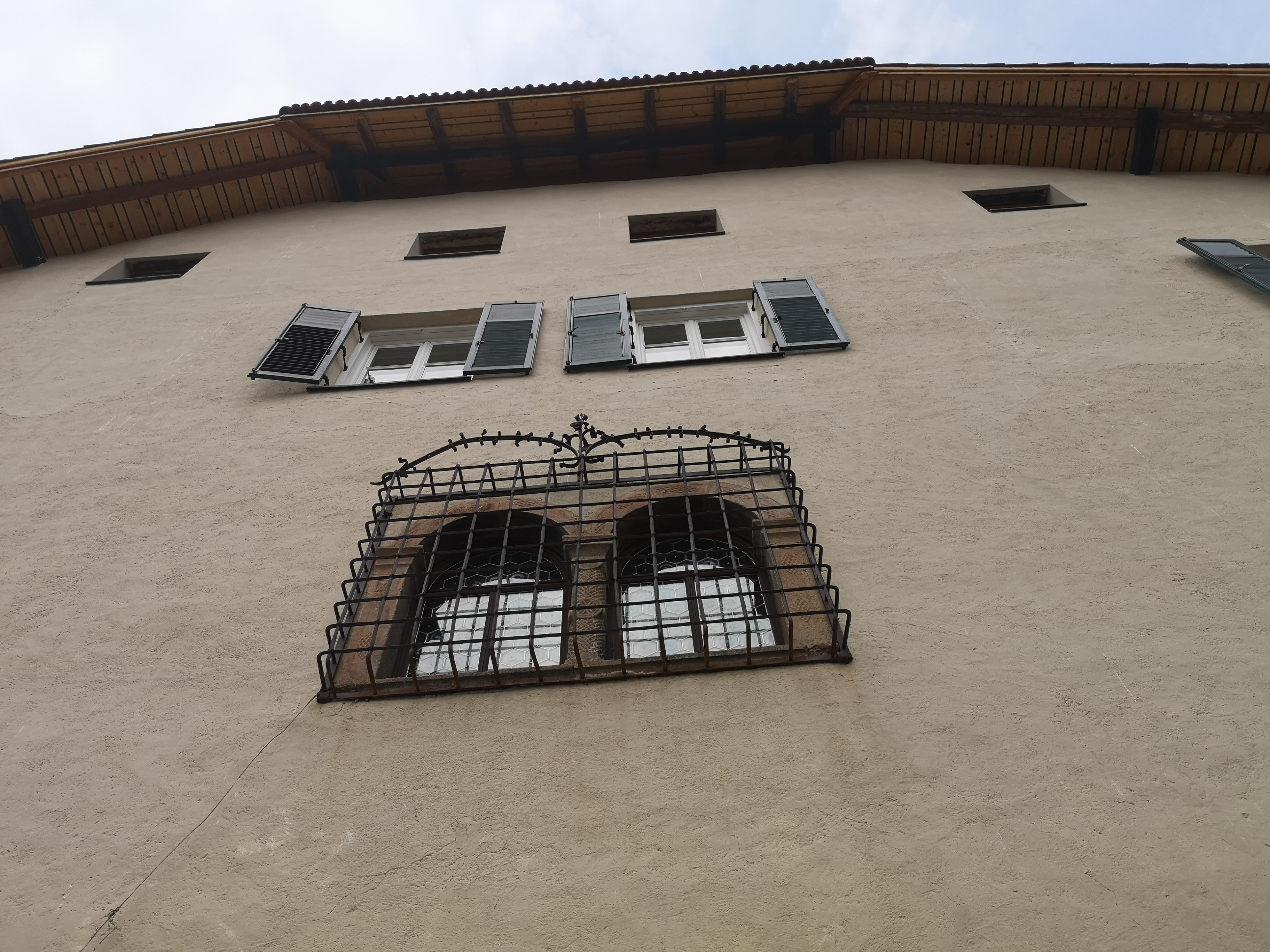
Renaissancezeitliches Biforenfenster des Ansitzes Rundenstein-Kofler auf Zeslar, um 1600

Bei dem mächtigen Bau, gelegen auf einer Hangverebnung (einem Porphyrfelsen) auf halber Höhe zwischen dem Talgrund und den südlichen Ausläufern von Jenesien, handelt es sich um einen früheren mittelalterlichen Weinhof, umgeben von Weingütern. Über dem Rundbogenportal des Hauses befindet sich das Wappen der ursprünglich aus Sterzing stammenden Kofler, bezeichnet mit 1590, was auf den Zeitpunkt des ansitzartigen Ausbaues des alten Hofs im späten 16. Jahrhundert hinweist. Matthias Kofler ist 1588 als Gerichtspfleger der Herrschaft Sarnthein bezeugt, erlangt 1598 mit dem Adelsprädikat Rundenstein den Reichsadel, 1610 die Landstandschaft und erscheint 1613 als Matthias Kofler zu Rundenstain.
Der Nobilitierung der Familie Kofler zu Rundenstein, die bis zur Mitte des 19. Jahrhunderts im Besitz des Ansitzes verblieb, entsprechen auch die monumentalen Bauformen des Gebäudes. Im ersten Stock befindet sich ein breiter Mittelgang mit herrschaftlichem Doppelbogenfenster und Fenstergittern.
Ältere Namen von Rundenstein-Zeslar sind Zeslarer, Lungl und Unterstain, jeweils ab dem 14. Jahrhundert bezeugt. Im Jahr 1367 führte Jacobus Zässegleiger (Jakob Zeslarer) eine aufsehenerregende gerichtliche Klage gegen den damaligen Grundherrn des Hofes, den Bozner Stadtadeligen Rändlin von Niedertor, im Streit um die Höhe von Abgabepflichten. In diesem Zusammenhang traten auch mehrere Zeugen von Gries und Jenesien auf den Plan, die den Zeslarer mit ihren Aussagen unterstützten. Zeslar gehörte noch im 15. Jahrhundert zur Grundherrschaft des oberbayrischen Benediktinerklosters Schäftlarn, wie ein Grieser Zehentverzeichnis des Klosters von 1459/70 mit dem Eintrag „Zæsslaer“ erweist.
Noch heute wird Rundenstein-Zeslar intensiv weinwirtschaftlich genutzt.

## Schutzbindung
Der Ansitz wurde aufgrund seiner historisch-baugeschichtlichen Bedeutung von der Südtiroler Landesverwaltung 1977 unter Denkmalschutz gestellt.